# Pierre de Bérulle
Pierre de Bérulle COI (ur. 4 lutego 1575 w Cérilly, zm. 2 października 1629 w Paryżu) – francuski kardynał, oratorianin i mistyk. Założyciel Kongregacji Oratorium Naszego Pana Jezusa Chrystusa we Francji.

## Życiorys
Był synem Claude'a de Bérulle'a i Louise Séguier. W młodości został oddany na naukę do jezuitów, którą pobierał w Collège de Clermont i na uniwersytecie paryskim. 5 czerwca 1599 przyjął święcenia kapłańskie. Wkrótce potem został jałmużnikiem króla Henryka IV; piastując tę godność kilkakrotnie odmówił przyjęcia sakry biskupiej. 15 października 1605 sprowadził do Francji pierwszy zakon karmelitanek powstały po reformie Teresy z Ávili. W 1611 roku założył Kongregację Oratorium Naszego Pana Jezusa Chrystusa, na podobieństwo Kongregacji założonej 50 lat wcześniej przez Filipa Neri w Rzymie. Zgromadzenie zakonne zostało potwierdzone przez Pawła V 10 maja 1613 roku bullą Sacrosanctae romanae Ecclesiae, a sam Bérulle został wybrany generałem zakonu we Francji. 30 sierpnia 1627 został kreowany kardynałem prezbiterem, lecz nie otrzymał żadnego kościoła tytularnego. Miał zostać mianowany ambasadorem Francji przy Stolicy Apostolskiej, lecz zmarł w Paryżu, podczas odprawiania mszy.